# 乔桐岛
乔桐岛（：／ Gyodong do */?）是韩国西部海域中的一座岛屿，地处汉江出海口，距朝鲜海岸仅1.7公里。行政上属于江华郡管辖，与仁川国际机场的直线距离为33公里。
2011年6月17日，驻扎在该岛的韓國海軍陸戰隊士兵误将一架韩亚航空公司的客机当作朝鲜战机而向其开枪，所幸未被击中。